# ملعب إلياس أغويير
ملعب إلياس أغويير (بالإسبانية:Estadio Elías Aguirre) هو ملعب متعدد الاستخدام يتم ادارته من قبل معهد بيروانو ديل ديبورتي الحكومي في تشيكلايو، بيرو. تم بناء الملعب عام 1970 وقد سمي بهذا الاسم تيمناً بالبحار البيروفي إلياس أغويير روميرو. تبلغ السعة الحالية للملعب 25,000 بعد تجديده تحضيراً لكوبا أمريكا 2004. كما يعتبر الملعب الأساسي لفريق خوان أريش.